# Хав'єр Серкас
Хав'єр Серкас (ісп. Javier Cercas; нар. 1962, Ібаернандо, провінція Касерес) — іспанський письменник, перекладач, журналіст.

## Твори

### Проза
- El vientre de la ballena / «В череві кита», роман (1997)
- Soldados de Salamina / «Воїни Саламіну», роман (2001)
- El inquilino / Квартирант, роман (2002)
- El móvil / «Двигун», новели (2003)
- La velocidad de la luz / «Зі швидкістю світла», роман (2005)
- Anatomía de un instante / «Анатомія миті», роман-есе (2009)
- Las leyes de la frontera / «Закони кордонів», роман (2012)

### Есеї
- La obra literaria de Gonzalo Suárez / «Літературна творчість Гонсало Суареса» (1993)
- Una buena temporada / «Хороша пора» (1998)
- Relatos reales / «Справжні оповідання» (2000)
- La verdad de Agamenón / «Правда по Агамемнону» (2006)

### Видання українською мовою
- Воїни Саламіну: роман / Хав'єр Серкас; пер. П. Таращука. — Харків: Фоліо, 2013. — 218 с. ISBN 978 966 03 5083 0